# Casandria fosteri
Casandria fosteri är en fjärilsart som beskrevs av George Francis Hampson 1913. Casandria fosteri ingår i släktet Casandria och familjen nattflyn. Inga underarter finns listade i Catalogue of Life.